# William McMillan
William McMillan (n. 29 ianuarie 1929, Frostburg⁠(d), Maryland, SUA – d. 6 iunie 2000, Encinitas⁠(d), California, SUA) a fost un ofițer ce a reprezentat Statele Unite ale Americii, medaliat olimpic. A participat la o ediție a Jocurilor Olimpice (1960) în care a câștigat o medalie de aur.

## Participări
Lista de mai jos prezintă principalele competiții la care a participat William McMillan de-a lungul carierei.
- shooting at the 1960 Summer Olympics – men's 25 metre rapid fire pistol[*]